# Jesse Blacker
Jessemon „Jesse“ Blacker (* 19. April 1991 in Toronto, Ontario) ist ein kanadischer Eishockeyspieler mit kasachischer Staatsbürgerschaft, der seit Mai 2021 bei Awtomobilist Jekaterinburg aus der Kontinentalen Hockey-Liga (KHL) unter Vertrag steht und dort auf der Position des Verteidigers spielt.

## Karriere
Jesse Blacker spielte in seiner Jugend für die Windsor Spitfires und Owen Sound Attack in der Ontario Hockey League (OHL), einer der drei großen kanadischen Juniorenligen. Dabei gewann er 2009 und 2011 den J. Ross Robertson Cup als Meister der OHL sowie 2009 den Memorial Cup. Darüber hinaus wurde er 2011 ins OHL Third All-Star Team gewählt. Mit Beginn der Saison 2011/12 wechselte Blacker fest zu den Toronto Marlies in die American Hockey League (AHL), die als Farmteam der Toronto Maple Leafs fungieren, die ihn im NHL Entry Draft 2009 an 58. Position ausgewählt hatten. Nach drei Jahren ohne NHL-Einsatz in Toronto gaben ihn die Maple Leafs im November 2013 an die Anaheim Ducks ab, die ihn ebenfalls in der AHL einsetzten, bei den Norfolk Admirals. Allerdings kam der Verteidiger während der Spielzeit 2014/15 zu seinem Debüt in der National Hockey League (NHL) für die Ducks, wobei es jedoch bei diesem einen Einsatz blieb. Bis zum Ende der Saison 2015/16 war der Kanadier weiterhin in der AHL für Norfolk, die San Antonio Rampage und Texas Stars aktiv.
Anschließend wechselte Blacker nach Europa und schloss sich den Nürnberg Ice Tigers an, für die er in der Spielzeit 2016/17 34 Scorerpunkte in 46 Spielen erzielte. Bereits nach einem Jahr verließ der Abwehrspieler Nürnberg und wechselte zu Kunlun Red Star in die Kontinentale Hockey-Liga (KHL). Beim chinesischen KHL-Teilnehmer verbrachte der Kanadier ebenfalls nur eine Saison, ehe er im August 2018 innerhalb der Liga zum kasachischen Hauptstadtklub Barys Astana wechselte. Bei dem 2019 in Barys Nur-Sultan umbenannten Klub spielte Blacker drei Jahre. Anschließend wechselte er im Mai 2021 zum russischen KHL-Vertreter Awtomobilist Jekaterinburg.

### International
Blacker kam für sein Geburtsland Kanada zwischen 2016 und 2018 zu internationalen Einsätzen, darunter beim Deutschland Cup 2016. Mit dem Vereinswechsel nach Kasachstan nahm der Verteidiger in der Folge die kasachische Staatsbürgerschaft an und debütierte im Februar 2020 im Rahmen der dritten Qualifikationsrunde für die Olympischen Winterspiele 2022 für die kasachische Nationalmannschaft.

## Erfolge und Auszeichnungen
| - 2009 J.-Ross-Robertson-Cup-Gewinn mit den Windsor Spitfires - 2009 Memorial-Cup-Gewinn mit den Windsor Spitfires - 2010 Teilnahme am OHL All-Star Game | - 2011 J.-Ross-Robertson-Cup-Gewinn mit den Owen Sound Attack - 2011 OHL Third All-Star Team |

## Karrierestatistik
Stand: Ende der Saison 2023/24

### International
Vertrat Kasachstan bei:
- Qualifikationsturnier für die Olympischen Winterspiele 2022
- Weltmeisterschaft 2021
- Weltmeisterschaft 2022

(Legende zur Spielerstatistik: Sp oder GP = absolvierte Spiele; T oder G = erzielte Tore; V oder A = erzielte Assists; Pkt oder Pts = erzielte Scorerpunkte; SM oder PIM = erhaltene Strafminuten; +/− = Plus/Minus-Bilanz; PP = erzielte Überzahltore; SH = erzielte Unterzahltore; GW = erzielte Siegtore; 1 Play-downs/Relegation; Kursiv: Statistik nicht vollständig)